# 1685
| [ Edytuj tabelę ]              | |
| Król Polski                    | - 1674 Jan III Sobieski 1696 |
| Współksiążęta Andory           | - 1682 Joan Baptista Desbac i Mortorell 1688 - 1643 Ludwik XIV 1715                                                                          |
| Król Anglii i Szkocji          | - 1660 Karol II 1685 - 1685 Jakub II i VIII 1688                                                                                             |
| Elektor Bawarii                | - 1679 Maksymilian II Emanuel 1726 |
| Elektor Brandenburgii          | - 1640 Fryderyk Wilhelm 1688 |
| Sułtan Brunei                  | - 1673 Muhyiddin 1690 |
| Cesarz Chin                    | - 1661 Kangxi 1722 |
| Król Czech                     | - 1657 Leopold I Habsburg 1705 |
| Król Danii                     | - 1670 Chrystian V 1699 |
| Dalajlama                      | - 1683 Cangjang Gjaco 1706 |
| Cesarz Etiopii                 | - 1682 Ijasu Wielki 1706 |
| Król Francji                   | - 1643 Ludwik XIV 1715 |
| Król Hiszpanii                 | - 1665 Karol II 1700 |
| Landgraf Hesji-Kassel          | - 1670 Karol I Heski 1730 |
| Stadhouder Holandii            | - 1672 Wilhelm III Orański 1702 |
| Szach Iranu                    | - 1666 Safi II 1694 |
| Państwo Wielkich Mogołów       | - 1658 Aurangzeb 1707 |
| Król Irlandii                  | - 1660 Karol II Stuart 1685 - 1685 Jakub II Stuart 1689                                                                                      |
| Cesarz Japonii                 | - 1663 Reigen 1687 |
| Kalif                          | - 1648 Mehmed IV 1687 |
| Patriarcha Konstantynopola     | - 1685 Parteniusz IV 1685 - 1685 Jakub 1686                                                                                                  |
| Władca Korei                   | - 1674 Sukjong 1720 |
| Książę Kurlandii i Semigalii   | - 1682 Fryderyk Kazimierz Kettler 1698 |
| Sułtan Maroka                  | - 1672 Maulaj Isma’il 1727 |
| Książę Monako                  | - 1662 Ludwik I 1702 |
| Król Nawarry                   | - 1643 Ludwik XIV 1710 |
| Król Norwegii                  | - 1670 Chrystian V 1699 |
| Sułtan Omanu                   | - 1649 Sultan I ibn Sajf 1688 |
| Elektor Palatynatu             | - 1680 Karol II 1685 - 1685 Filip Wilhelm 1690                                                                                               |
| Papież                         | - 1676 Innocenty XI 1689 |
| Książę Parmy i Piacenzy        | - 1646 Ranuccio II 1694 |
| Król Portugalii                | - 1683 Piotr II 1706 |
| Książę w Prusach               | - 1640 Fryderyk Wilhelm Wielki Elektor 1688                                                                                                  |
| Car Rosji                      | - 1682 Iwan V 1696 - 1682 Piotr I Wielki 1725                                                                                                |
| Cesarz Rzymski (niemiecki)     | - 1658 Leopold I Habsburg 1705 |
| Kapitanowie Regenci San Marino | - 1684 Francesco Loli Pietro Francini 1685 - 1685 Ottavio Leonardelli Melchiorre Martelli 1685 - 1685 Paolo Antonio Onofri Ridolfo Zoli 1686 |
| Elektor Saksonii               | - 1680 Jan Jerzy III Wettyn 1691 |
| Król Szwecji                   | - 1660 Karol XI 1697 |
| Król Tajlandii                 | - 1656 Narai 1688 |
| Sułtan Turków                  | - 1648 Mehmed IV 1687 |
| Doża Wenecji                   | - 1683 Marcantonio Giustinian 1688 |
| Król Węgier                    | - 1655 Leopold I 1705 |
| Książęta Wirtembergii          | - 1677 Eberhard Ludwik 1733 |

Rok 1685 / MDCLXXXV
stulecia: XVI wiek ~
XVII wiek ~
XVIII wiek

lata: 1675 «
1680 «
1681 «
1682 «
1683 «
1684 «
1685
» 1686
» 1687
» 1688
» 1689
» 1690
» 1695

## Wydarzenia w Polsce
- Wyprawa Bukowińska hetmana wielkiego koronnego Stanisława Jabłonowskiego.
- 1-2 października – bitwa z Turkami i Tatarami pod Bojanem.
- Wejherowo stało się własnością Jana III Sobieskiego.

## Wydarzenia na świecie
- 6 lutego – Jakub II Stuart został królem Anglii i Szkocji.
- 23 kwietnia – Jakub II Stuart został koronowany na króla Anglii; nowy monarcha, w przeciwieństwie do swoich poprzedników (ojca Karola I i brata Karola II) był nawróconym katolikiem, co nie wzbudziło przychylnych nastrojów wśród, w większości protestanckiej, angielskiej arystokracji; z tronu został usunięty szybko i bezkrwawo.
- 20 czerwca – w Taunton James Scott, 1. książę Monmouth, przywódca rebelii przeciwko Jakubowi II Stuartowi, ogłosił się królem Anglii.
- 15 lipca – w londyńskiej Tower został ścięty James Scott, 1. książę Monmouth, przywódca rebelii przeciwko królowi Jakubowi II Stuartowi.
- 18 października – Ludwik XIV wydał edykt w mieście Fontainebleau, który odwołał chroniący protestantów edykt nantejski.

## Urodzili się
- 23 lutego – Georg Friedrich Händel, kompozytor angielski pochodzenia niemieckiego (zm. 1759)
- 12 marca – George Berkeley, irlandzki filozof, myśliciel, misjonarz anglikański i biskup Cloyne (zm. 1753)
- 31 marca – Johann Sebastian Bach, kompozytor niemiecki (zm. 1750)
- 30 czerwca
  - Dominikus Zimmermann, bawarski architekt i sztukator (zm. 1766)
  - John Gay, angielski poeta i dramaturg (zm. 1732)
- 8 września - Carl Gottlieb Ehler, niemiecki matematyk, burmistrz Gdańska (zm. 1753)
- 1 października – Karol VI Habsburg, cesarz rzymsko-niemiecki (zm. 1740)
- 26 października – Domenico Scarlatti, kompozytor włoski (zm. 1757)
- 15 listopada – Balthasar Denner, niemiecki malarz i miniaturzysta (zm. 1749)
- 11 listopada – Floryda Cevoli, włoska klaryska kapucynka, błogosławiona katolicka (zm. 1767)
- 6 grudnia – Maria Adelajda Sabaudzka, księżniczka Sardynii, księżna Burgundii i delfina Francji (zm. 1712)
- 8 grudnia – Johann Maria Farina, perfumiarz twórca receptury wody kolońskiej (zm. 1766)

## Zmarli
- 6 lutego – Karol II Stuart, król Anglii i Szkocji (ur. 1630)
- 22 marca – Go-Sai, cesarz Japonii (ur. 1638)
- 15 lipca – James Scott, nieślubny syn króla Anglii i Szkocji Karola II Stuarta i jego pierwszej metresy Lucy Walter (ur. 1649)
- 11 września – Marco Scacchi, kompozytor włoski, skrzypek, kapelmistrz i teoretyk muzyki (ur. 1602)
- 3 października – Johann Heinrich Roos, niemiecki malarz (ur. 1631)
- 30 października – Michel le Tellier, francuski mąż stanu (ur. 1603)

- data dzienna nieznana: 
  - Stanisław Skarszewski, dworzanin królewski; podstoli sandomierski (ur. 1602)

## Święta ruchome
- Tłusty czwartek: 1 marca
- Ostatki: 6 marca
- Popielec: 7 marca
- Niedziela Palmowa: 15 kwietnia
- Wielki Czwartek: 19 kwietnia
- Wielki Piątek: 20 kwietnia
- Wielka Sobota: 21 kwietnia
- Wielkanoc: 22 kwietnia
- Poniedziałek Wielkanocny: 23 kwietnia
- Wniebowstąpienie Pańskie: 31 maja
- Zesłanie Ducha Świętego: 10 czerwca
- Boże Ciało: 21 czerwca